# Palmesøndag
Palmesøndag er søndagen før påske, og dermed begyndelsen på den sidste uge i fasten, som også bliver kaldt den stille uge. Den fejres til minde om Jesu indtog i Jerusalem. Navnet kommer af evangeliernes beretning om, at folk viftede palmegrene foran Jesus, da han red ind i byen.
Den tidligste dato for Palmesøndag er 15. marts og den seneste er 18. april.

## Historie
I 500-tallet samlede kristne i Jerusalem sig palmesøndag på Oliebjerget. Efter læsning af evangeliet gik de i procession ind til byen. Traditionen spredte sig ret hurtigt til hele den østlige kirke.
I det 7. og 8. århundrede begyndte man i vest med skikken at bringe palmegrene til kirken, og i det 9. århundrede blev dette indført som en fast del af liturgien, og festen kan fra denne tid regnes som fuldt indført også i vest. Omfattende optog var fra 800-tallet særlig almindelige i det nordlige Frankrig. Kirkens portaler og i nogen tilfælde også byportene blev brugt som symboler på Jesus ankomst gennem Jerusalems porte.
Slaget ved Nesjar fandt sted på palmesøndag og Sigvat Tordssons (no)s digt om slaget er den første omtale af en ugedag i norsk historie.

## Liturgi
Den liturgiske farve er i den katolske kirke rød, fordi Palmesøndag er den første markering af Kristi lidelse. Men i den lutherske kirke i Norge er farven violet, på samme måde som for skærtorsdag og langfredag. 

### Udendørs procession
I øst begyndte man tidlig med store processioner under fejringen af Palmesøndag. Festen kaldes der ofte Indgangen i Jerusalem.
I vest tog det længere tid, og helt frem til pave Pius XIIs reform i 1955 var festen ret afdæmpet i den katolske kirke. Dette har også præget liturgien i de protestantiske kirker, som er inspirerede af katolsk tradition. Palmesøndagsprocessionen begynder med en læsning af den relevante evangelietekst og følges op med, at de troende vandrer med palmekviste i hænderne, og ind i kirken, et optog som skal symbolisere indtoget i Jerusalem. Inden processionen udtaler præsten en velsignelse og stænker vievand på grenene og de forsamlede med en aspergil. 
Efterhånden har også mange protestantiske menigheder og kirker indført processioner, og nogen steder mødes flere menigheder for fælles evangelielæsning, efterfulgt af procession tilbage til de enkelte kirker. 
I den katolske kirke er det forventet, at de troende opbevarer palmegrenene, som bruges denne dag. De bliver så bragt tilbage til kirken og brændt lige før Askeonsdag året efter, og asken bruges til uddeling af askekors denne dag.
I lande, hvor palmegrene ikke er let tilgængelige, bruges oftest grene fra stedsegrønne træer; i Norge er tujagrene almindeligt brugte.